# 海尔克城
海尔克城（荷蘭語：Herk-de-Stad，荷蘭語發音：[ˌɦɛʁɡ də ˈstɑt] ⓘ, 法語發音：[ɛʁk la vil]），又纯音译作海尔克-德斯塔德，是比利时弗拉芒大區林堡省哈瑟爾特區的一座城市，南与弗拉芒布拉班特省接壤，通行荷蘭語，是弗拉芒社群的一部分，面积42.83平方千米，人口12,661人（2018年1月1日；2023年1月1日）。